# کلاوس پتر تالر
کلاوس پتر تالر (اسپانیایی: Klaus-Peter Thaler‎؛ زادهٔ ۱۴ مهٔ ۱۹۴۹) دوچرخه‌سوار اهل جمهوری دمکراتیک آلمان است.
وی همچنین برندهٔ جوایزی همچون برگ بوی نقره‌ای شده‌است.
وی در مسابقات کشوری و بین‌المللی در مجموع برندهٔ ۲ مدال طلا، ۱ مدال نقره، ۲ مدال برنز شده‌است.